# Kartuska
Kartuska eller Kartuskalampi är en sjö i Finland. Den ligger i kommunen Sodankylä i landskapet Lappland, i den norra delen av landet, 800 km norr om huvudstaden Helsingfors. Kartuskalampi ligger 205,8 meter över havet. Arean är 12,1 hektar och strandlinjen är 1,66 kilometer lång. Sjön  ingår i Kemi älvs huvudavrinningsområde. 